# كاستلفرانكو إميليا
كاستلفرانكو إميليا (بالإيطالية: Castelfranco Emilia)‏ هي بلدية في مقاطعة مودينا في إقليم إميليا رومانيا الإيطالي.

## السكان
في سنة 1861 بلغ عدد السكان 12٬280 نسمة، وتطور العدد ليصل في سنة 2011 لـ 31٬656 نسمة.
يظهر هذا المخطط البياني تطور النمو السكاني لـ كاستلفرانكو إميليا

## توأمة
لكاستلفرانكو إميليا اتفاقيات توأمة مع:
- ماركتردفيتس

## أعلام
- فاليريو ماسيمو مانفريدي